# Inácio Piá
João Batista Inácio, más conocido como Inácio Piá (Ibitinga, São Paulo, Brasil, 22 de marzo de 1982), es un exfutbolista y dirigente deportivo brasileño con pasaporte italiano. Se desempeñaba como delantero y militó en Italia durante toda su carrera, salvo una temporada en Grecia, también compitiendo en la Serie A con Atalanta de Bérgamo, Catania y Napoli. Actualmente es el director técnico del Nuova Usmate, club que milita en la Terza Categoria italiana.

## Trayectoria
En 1998 llegó con su hermano menor Joelson a Bérgamo, Italia, donde se formó en la cantera del Atalanta. Debutó con el primer equipo en la temporada 2001/02 de la Serie A. En 2003 fue cedido a préstamo al Ascoli, que militaba en la Serie B.

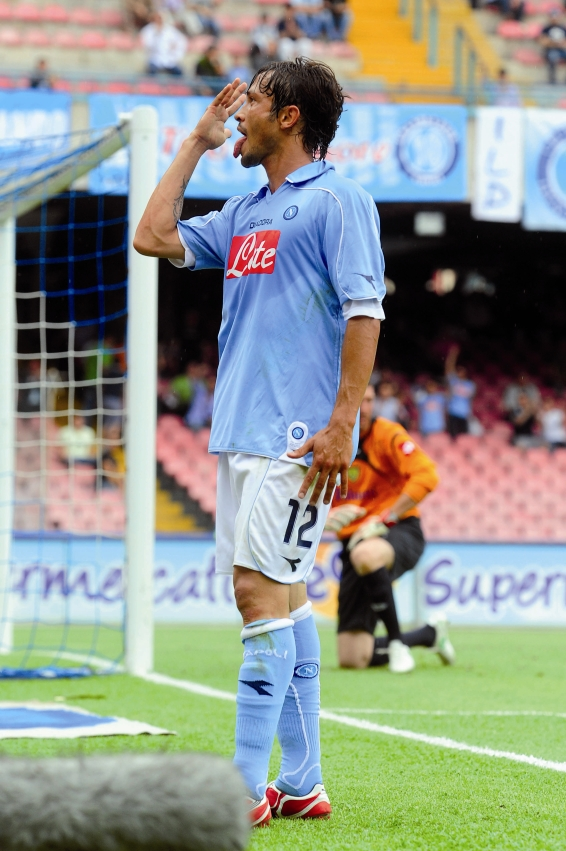
Piá con la camiseta del Napoli, realizando su típica celebración de gol tras marcar contra el Chievo Verona (31 de mayo de 2009).

En enero de 2005 fichó por el Napoli; en agosto de 2007 fue cedido a préstamo al Treviso y en enero de 2008 al Catania. En las filas del Napoli debutó en la Copa de la UEFA, el 14 de agosto de 2008, anotando un doblete frente a los albaneses del Vllaznia. El 2 de enero de 2010 fue cedido a préstamo al Torino (Serie B), con derecho al rescate definitivo del brasileño una vez finalizada la temporada. Sin embargo, Piá regresó al Napoli, que el 31 de agosto lo vendió al Portogruaro de la Serie B.
Sucesivamente jugó con las camisetas de Pergocrema (Lega Pro 1.ª D.), Lecce (Lega Pro 1.ª D.), Larisa (Gamma Ethniki), L'Aquila (Lega Pro 1.ª D.), Taranto (Serie D), Darfo Boario (Eccellenza Lombardía), Varese (Eccellenza Lombardía), Aurora Pro Patria 1919 (Lega Pro), otra vez Darfo Boario (Serie D) y Adrense (Eccellenza).

## Clubes
| Club             | País   | Año         |
| ---------------- | ------ | ----------- |
| Atalanta         | Italia | 2001 - 2003 |
| Ascoli (cedido)  | Italia | 2003 - 2004 |
| Atalanta         | Italia | 2004        |
| Napoli           | Italia | 2004 - 2007 |
| Treviso (cedido) | Italia | 2007        |
| Catania (cedido) | Italia | 2008        |
| Napoli           | Italia | 2008 - 2010 |
| Torino (cedido)  | Italia | 2010        |
| Portogruaro      | Italia | 2010 - 2011 |
| Pergocrema       | Italia | 2011 - 2012 |
| Lecce            | Italia | 2012 - 2013 |
| Larisa           | Grecia | 2012 - 2013 |
| L'Aquila         | Italia | 2013 - 2014 |
| Taranto          | Italia | 2014        |
| Darfo Boario     | Italia | 2014 - 2015 |
| Varese           | Italia | 2015        |
| Pro Patria       | Italia | 2016        |
| Darfo Boario     | Italia | 2016        |
| Adrense          | Italia | 2016 - 2017 |